# Телепараллелизм
Телепараллелизм — это одна из попыток Эйнштейна создать теорию, объединяющую электромагнетизм и гравитацию. Пространство-время является, как обычно псевдоримановым многообразием c сигнатурой метрики (1,3), но, в отличие от ОТО, с нулевой кривизной и ненулевым кручением. В качестве описания гравитационного поля рассматривается не псевдориманова метрика, а поле реперов.